# Mad as Rabbits
"Mad as Rabbits" – drugi singel z drugiego albumu Panic! at the Disco, Pretty. Odd.. Został wydany jedynie jako digital single.